# Abraxas labraria
Abraxas labraria là một loài bướm đêm thuộc họ Geometridae. Nó được Guenée miêu tả năm 1857. Loài này có ở Java.